# 僱傭合約
僱傭合約是僱主與勞工訂立的勞務提供合約，是商業合約的一種，內容通常包括工資、工作時間、休假、休息時間、福利、工作內容等。